# Латиано, Джилл
Джилл Латиа́но-Хауэ́ртон (англ. Jill Latiano-Howerton; Манхэттен, Нью-Йорк, США) — американская актриса, фотомодель и танцовщица.

## Биография
Джилл Латиано родилась на острове Манхэттен (Нью-Йорк, США).

## Карьера
Джилл начала карьеру в качестве танцовщицы на «Knicks City Dancer» в 1999 году.
В 2004 году Джилл дебютировала в кино в качестве актрисы, сыграв небольшую роль девушки на вечеринке № 2 в эпизоде «Let There Be Light» телесериала «Секс в большом городе» и в настоящее время она сыграла в 20 фильмах и телесериалах.
Также некоторое время Джилл работала фотомоделью.

## Личная жизнь
С 8 сентября 2009 года Джилл замужем за актёром Гленном Хауэртоном. У супругов есть два сына — Майлз Роберт Хауэртон (род.12.09.2011) и Айли Рэй Хауэртон (род. в августе 2014).